# Loewe AG

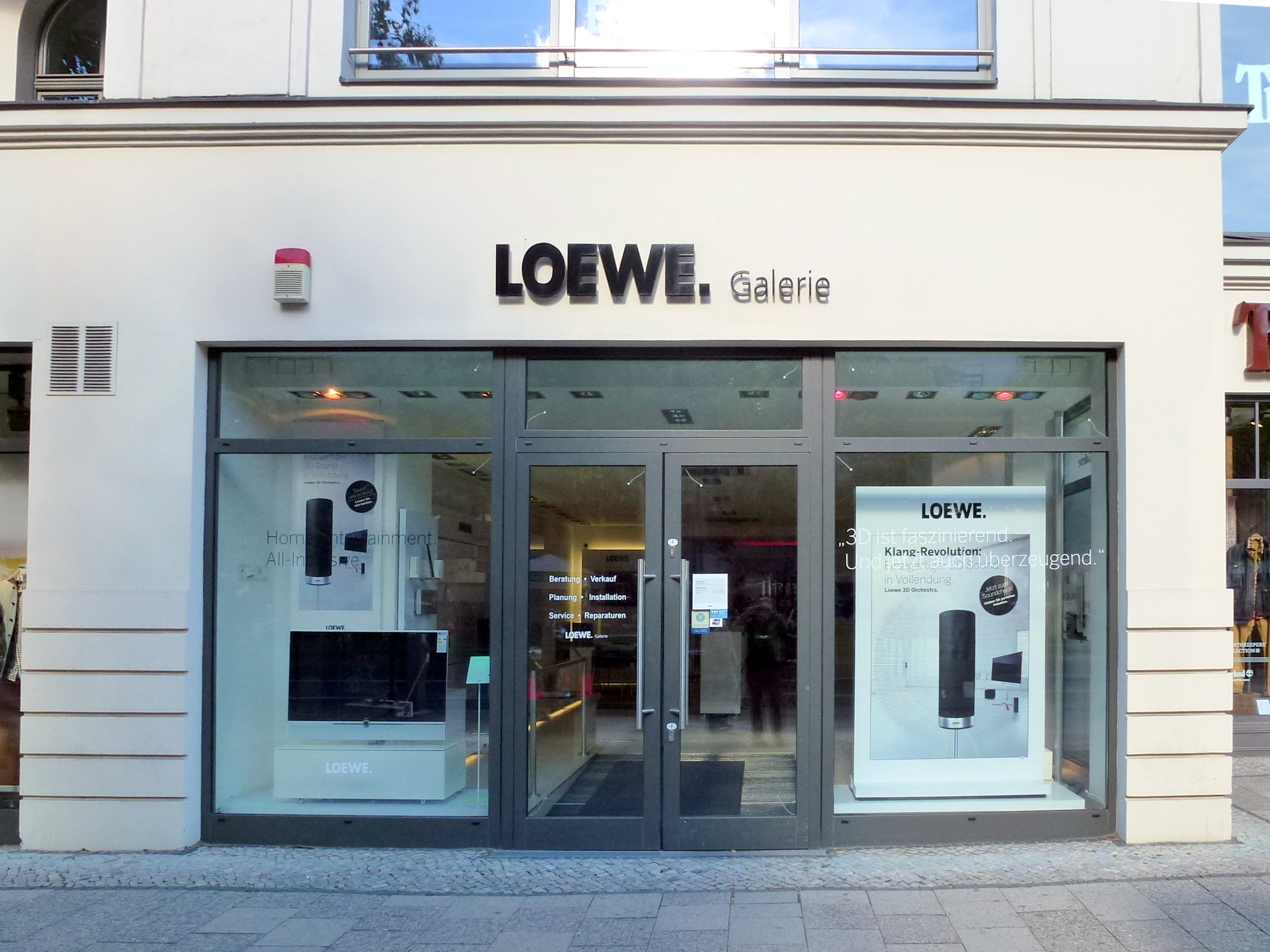
Löwebutik i Berlin.

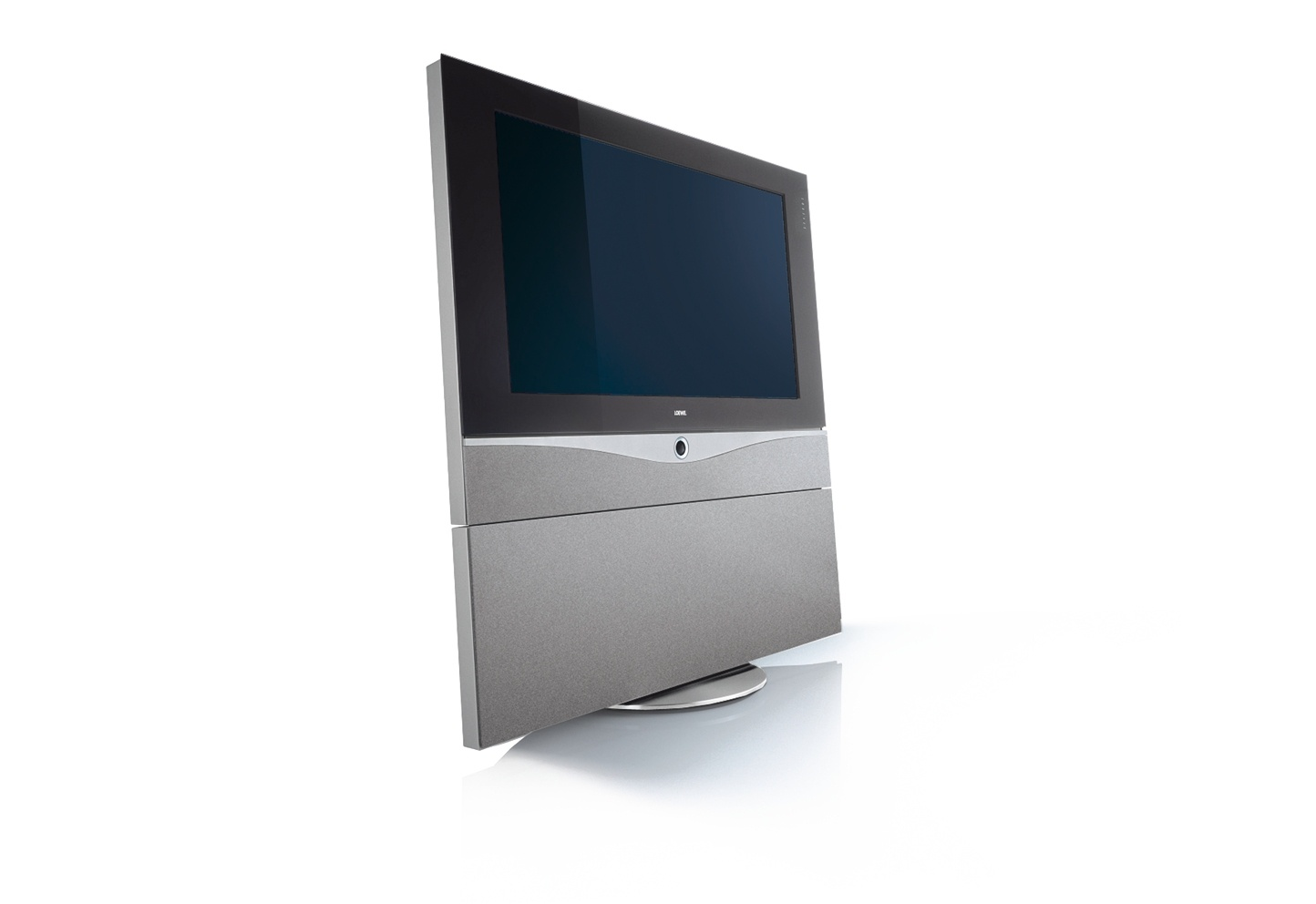
Loewe platt-TV från 1998.

Loewe AG är en tysk hemelektroniktillverkare, som med varumärket Loewe tillverkar exklusiva TV-apparater, stereoanläggningar, med mera. Företaget har sitt huvudkontor i Kronach

## Historia
1923 grundades Dr. Siegmund Loewe och hans bror Radiofrequenz GmbH i Berlin. Samma år grundade man Loewe - Audion GmbH. 1926 grundade man D.S. Loewe AG i Steglitz i Berlin. 1927 slutade man använda namnet Radiofrequenz som varumärke och använde enbart Loewe. 1930 förenades företagen till Dr. S. Loewe. 1933 tog man namnet Loewe Radio AG. 1938 ariserades företaget och Siegmund Loewe tvingades emigrera till USA. 1942 bytte man namn till Opta - Radio AG då Loewe hade judisk bakgrund. 
1946 startade man åter produktionen i Weissensee i Berlin och Küps. 1948 startades Phonetica Radio GmbH i Steglitz då produktionen i Weissensee och Leipzig hamnade under statligt styre. Fabrikerna blev sedan statliga fabriker i DDR. 1949 återfick familjen Loewe kontrollen över företaget. 1950 lanserade man Optaphon, den första tyska kassettbandspelaren. 1961 lanserar man den första hemvideospelaren Optacord 500.
1978 lade man ner radiotillverkningen i Steglitz i Västberlin.